# Костер ван Ворхаут, Шарль
Шарль Виктор Костер ван Ворхаут (нидерл. Charles Victor Coster van Voorhout, 31 марта 1942, Амстелвен, Нидерланды) — нидерландский хоккеист (хоккей на траве), нападающий.

## Биография
Шарль Костер ван Ворхаут родился 31 марта 1942 года в нидерландском городе Амстелвен.
Играл в хоккей на траве за «Амстердамсе» и «Блумендал».
В 1964 году вошёл в состав сборной Нидерландов по хоккею на траве на Олимпийских играх в Токио, поделившей 7-8-е места. Играл на позиции нападающего, провёл 2 матча, забил 1 мяч в ворота сборной Гонконга.